# Hiromi Suwa
Hiromi Suwa (諏訪裕美?, Suwa Hiromi; Osaka, 5 dicembre 1985) è un'ex cestista giapponese.

## Carriera
Con il Giappone ha disputato i Campionati mondiali del 2010.